# Проспект Маршака
Проспе́кт Маршака́ — проспект в Красногвардейском районе Санкт-Петербурга. Проходит от Муринской дороги до Муринского ручья вокруг жилого микрорайона «Новая Охта».
Строительство проспекта Маршака как безымянной улицы началось в 2014 году (не позднее лета) в рамках жилого микрорайона «Новая Охта», который на месте бывших сельскохозяйственных полей совхоза «Ручьи» строит группа «ЛСР». Название ему было присвоено 3 октября 2014 года в честь поэта, драматурга, переводчика, автора популярных детских книг С. Я. Маршака. Тогда же присвоили названия улицам Даниила Хармса и Корнея Чуковского. Отсутствие имени Самуил в топониме объясняется тем, что, в отличие от Хармса и Чуковского, Маршак — реальная фамилия, а не творческий псевдоним. Первоначально топонимическая комиссия Санкт-Петербурга предлагала другое название — Бунинский проспект (в честь писателя И. А. Бунина), однако против этого выступила ЛСР.
Первые три дома, получившие адреса по проспекту Маршака, были введены в эксплуатацию 30 октября 2014 года: 12, корпус 2; 14, корпус 2; 14, корпус 3.
Проспект Маршака на участке от Муринской дороги до улицы Даниила Хармса имеет плавный поворот, затем до Муринского ручья дорога прямая.
По данным на январь 2015 года, проспект Маршака построен, на нём поставлены фонарные столбы. Однако открыть движение не удавалось из-за того, что «не все примыкания к Муринской дороге сегодня выполнены». Кроме того, земельный участок под проспектом не передан в собственность Санкт-Петербурга. В октябре 2015 года движение уже было открыто. При этом в тупике рядом с Муринским ручьем не уложен верхний слой асфальта, отсутствует и перекресток проспекта Маршака и Муринской дороги. Завершить работы намечалось во втором полугодии 2016 года.
В будущем проспект Маршака предполагается продлить на юг, для чего предстоит построить мост через Муринский ручей.
В декабре 2018 года сообщалось, что комитет по развитию транспортной инфраструктуры (КРТИ) Санкт-Петербурга«пока не планирует продлевать проспект Маршака, который проходит от Муринской дороги до Муринского ручья вокруг жилого микрорайона "Новая Охта"». Между тем здесь сложилась проблемная транспортная ситуация, которая в связи с массовым строительством жилья еще более усугубится в Красногвардейском районе города в ближайшем будущем.
Жители «Новой Охты» считают, что можно было бы улучшить положение, продлив проспект Маршака до развязки с Пискаревским проспектом. Сделать это в КРТИ собираются, но не раньше 2022 года.
В августе 2020 года на проспекте Маршака, 10 (почти на углу с улицей Даниила Хармса) введен в эксплуатацию свежепостроенный торговый центр.